# Woodburn (Kentucky)
Woodburn é uma cidade localizada no estado americano de Kentucky, no Condado de Warren.

## Demografia
Segundo o censo americano de 2000, a sua população era de 323 habitantes.
Em 2006, foi estimada uma população de 339, um aumento de 16 (5.0%).

## Geografia
De acordo com o United States Census Bureau tem uma área de
1,1 km², dos quais 1,1 km² cobertos por terra e 0,0 km² cobertos por água. Woodburn localiza-se a aproximadamente 194 m acima do nível do mar.

## Localidades na vizinhança
O diagrama seguinte representa as localidades num raio de 24 km ao redor de Woodburn.